# Hukowa Skała

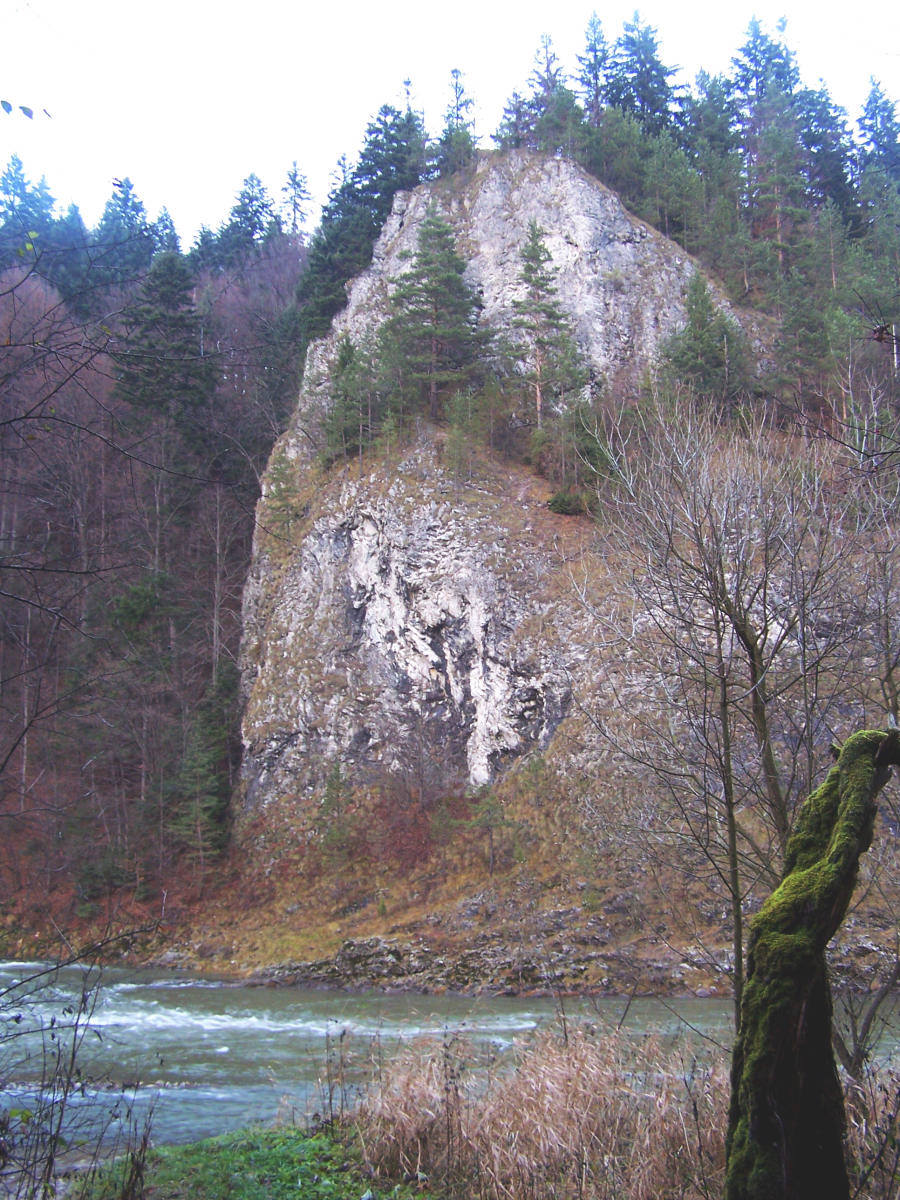
Hukowa Skała, widok z Drogi Pienińskiej

Hukowa Skała – niezbyt wysoka (ok. 470 m n.p.m.) turnia skalna, zamykająca Pieniński Przełom Dunajca, na południowym zboczu Długiego Gronika (569 m), w Pieninkach, na obszarze Pienińskiego Parku Narodowego (PPN). W tym miejscu 40-metrowa, niemal pionowa ściana opada do doliny Dunajca. Nazwa pochodzi od donośnego, głośnego echa odbijającego się od tutejszych skał. W czasie spływu Dunajcem dawni turyści dokonywali tradycyjnych wystrzałów z pistoletów, a nawet moździerzy. Anonimowy autor w 1880 pisał: „Tutaj to wyróżnia się Hukowa Skała, która się odznacza tym, że echo wystrzału dziewięć razy odbija się o grzbiety Pienin”.
Zbudowana jest z wapieni rogowcowych serii pienińskiej, a jej urwiska porasta grupa reliktowych sosen. W drugiej połowie XIX wieku nazwą Hukowa Skała określano również inne skały pod Bystrzykiem z drugiej strony Dunajca. Po jej zachodniej stronie znajduje się Hukowa Dolinka. Z rzadkich w Polsce roślin na Hukowej Skale i w Hukowej Dolince występują oman wąskolistny i dwulistnik muszy.
Hukowa Skała znajduje się w granicach Krościenka nad Dunajcem, w województwie małopolskim, w powiecie nowotarskim.